# Kiideva
Kiideva (deutsch Kiwidepäh) ist ein Dorf (estnisch küla) in der Stadtgemeinde Haapsalu (bis 2017: Landgemeinde Ridala) im Kreis Lääne in Estland.

## Einwohnerschaft und Lage

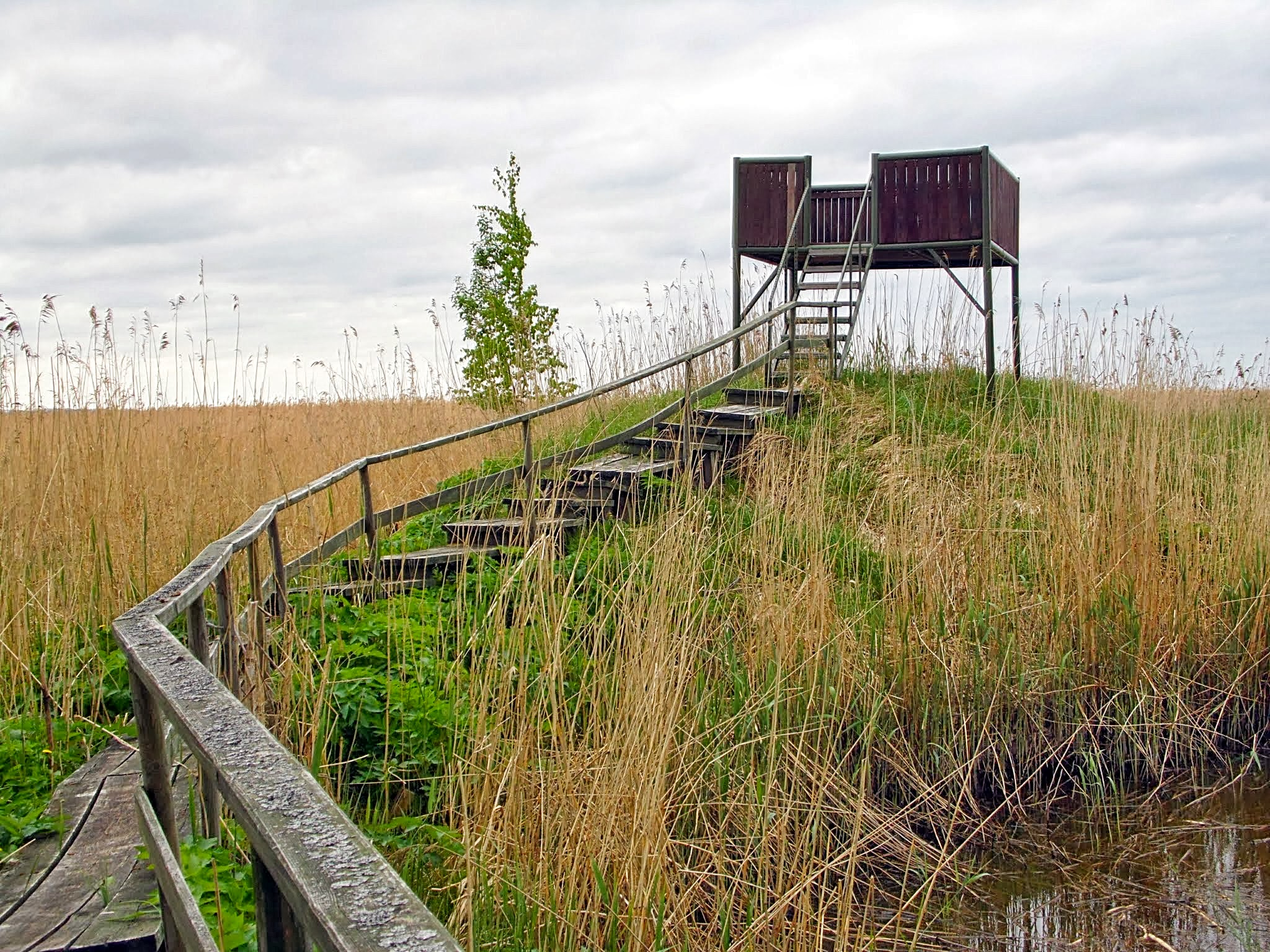
Aussichtsplattform in Kiideva

Der Ort hat 35 Einwohner (Stand 31. Dezember 2011) und liegt auf der Halbinsel Puise (Puise poolsaar), 16 Kilometer von der Kernstadt Haapsalu entfernt. Südlich liegt die Matsalubucht (Matsalu laht).
Der Ort gehört zum Nationalpark Matsalu. Am Strand befindet sich eine Aussichtsplattform. Ein Wanderweg führt auf der Halbinsel entlang zum Ort Puise.

## Hof
Der Hof von Kiideva entstand während der schwedischen Herrschaft über Estland. Die älteste urkundliche Erwähnung stammt aus dem Jahr 1614. Letzter Privateigentümer vor der Enteignung im Zuge der estnischen Landreform 1919 war der Deutschbalte Hugo Baron Toll. Das zweistöckige Herrenhaus aus Holz stammt vom Ende des 19. Jahrhunderts. Eine Besonderheit stellt die schuppenartige Spanverkleidung der Fassade dar. Das Herrenhaus diente seit 1967 als Grundschule. Heute befindet sich auf dem Anwesen mit seinem Park ein Natur- und Kunstzentrum.

## Hafen
Südlich des Hofs befindet sich direkt an der Ostsee der kleine Hafen Kalaküla. Seit dem Jahr 2000 zeigt ein Dorfmuseum die Geschichte des Ortes. Die Bewohner lebten traditionell vom Fischfang in den Gewässern des Väinameri und an der Insel Saaremaa. In den 1950er Jahren entstand am Ort eine Fischerei-Kolchose.